# Героиновый шик

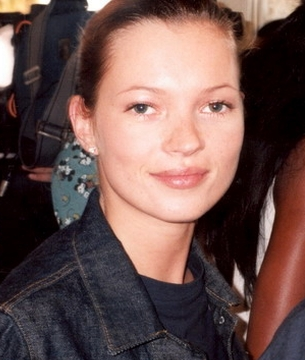
Кейт Мосс, одна из самых известных моделей «героинового шика»

Героиновый шик (англ. Heroin chic) — направление в моде 1990-х годов, для которого была характерна специфическая внешность моделей: бледная кожа, тёмные круги под глазами, необычайно худые тела — признаки наркотической зависимости от героина. Героиновый шик совпал с расцветом музыкального стиля гранж и противопоставлялся «фальшивому гламуру» 1980-х годов — как правдивое, «грязно-реалистическое» изображение реальности. Оно вызвало неоднозначную реакцию в обществе; так, в газете Los Angeles Times было написано, что у модной индустрии «нигилистическое восприятие мира», в журнале U.S. News & World Report стиль назвали «циничным трендом».

## Предыстория
В 1990-е годы, период, когда появился «героиновый шик» и достиг наибольшей популярности, тематика героина и употребления наркотиков стала популярной в массовой культуре. Согласно исследовательской работе Substance Use & Abuse: Cultural and Historical Perspectives, это произошло по причине того, что именно в 1990-е цены на героин заметно снизились, и среди американцев возросло количество наркоманов.
В 1990-х употребление наркотических веществ перестало быть занятиям исключительно низших слоёв общества и трансформировалось в массовое увлечение. В кинематографе часто появлялись фильмы, отсылавшие к тематике наркотиков. Классическими примерами являются такие культовые картины, как «Дневники баскетболиста», «На игле» и «Криминальное чтиво». Одним из ярких персонажей, обладающим внешностью в стиле «героинового шика», является Марла, женский протагонист фильма «Бойцовский клуб».

## Популярность
Начало моды на героиновый шик положила фотограф Корин Дэй и фотографии 15-летней модели Кейт Мосс, сделанные в 1989 году. Эти фотографии появились в редакционном материале модного журнала The Face в июле 1990 года; одна из них попала и на обложку издания. В результате Кейт Мосс и Корин Дэй обвинили в пропаганде педофилии и анорексии. В 1993 году британская версия журнала Vogue опубликовала новую фотосессию Мосс, снова снятую Дэй — на этот раз критики заговорили уже о «героиновом шике». На популярность «героинового шика» повлиял модный дом Calvin Klein, запустивший в 1993 году рекламную кампания для туалетной воды Obsession — её лицом стала всё та же Кейт Мосс, чьи фотографии делал фотограф Марио Сорренти.
После 1997 года «героиновый шик» пошёл на спад. Переломным моментом стала смерть в феврале 1997 года Давиде Сорренти, младшего брата Марио Сорренти и тоже модного фотографа, как и брат, специализирующегося на «героиновом шике». Сорренти, страдающий талассемией, начал употреблять героин и скончался от передозировки. Его смерть потрясла модную индустрию; фотограф Майкл Уильямс в интервью газете New York Times в мае 1997 года рассказывал, что редакции модных журналов начали отказываться от «героиновых» снимков — они хотели, чтобы модели выглядели позитивными и здоровыми. Мать Давиде и Марио, Франческа Сорренти — тоже модный фотограф — устроила кампанию против наркотизации модной индустрии. В 1999 году Vogue опубликовал на обложке фотографию бразильской супермодели Жизель Бюндхен, написав, что изображение станет символом «возвращения сексуальных моделей» и окончания эры «героинового шика».

## Критика
Героиновый шик вызвал много критики, в особенности от групп, направленных на борьбу с наркотиками. В 1997 году президент США Билл Клинтон, реагируя на смерть Сорренти, раскритиковал «героиновый шик» и осудил модную индустрию за пропаганду наркомании. Он заявлял «не нужно выставлять в привлекательном свете зависимость, чтобы продавать одежду... это не искусство, это жизнь и смерть, и восхваление смерти не даёт обществу ничего хорошего».